# Waada
Pour la fête, voir Moussem.
Waada, également orthographié Wada, est une commune rurale située dans le département de Zoungou de la province du Ganzourgou dans la région Plateau-Central au Burkina Faso.

## Géographie
Waada est situé à environ 17 km au sud de Zoungou, le chef-lieu du département, sur les rives de la rivière Garango.

## Santé et éducation
Waada accueille un centre de santé et de promotion sociale (CSPS) tandis que le centre médical avec antenne chirurgicale (CMA) se trouve à Zorgho.